# Syngonanthus chrysanthus
Syngonanthus chrysanthus ist eine Pflanzenart in der Familie der Eriocaulaceae. Bekannt als Zierpflanze ist die Sorte 'Mikado'. Die Art ist in Brasilien und Uruguay beheimatet.

## Beschreibung
Syngonanthus chrysanthus wächst als immergrüne, ausdauernde krautige Pflanze. Der Stängel ist sehr kurz. Die Laubblätter stehen rasenartig aufrecht bis am Boden ausgebreitet anliegend. Die bei einer Länge von 2 bis 5,5 Zentimeter und mittig einer Breite von rund 1 Millimeter schmal-linealischen Blattspreiten sind plan, sehr kurz und schwach behaart sowie, wenn sie trocken sind, von mehr oder weniger olivgrüner Farbe.
Die selten einzelnen, meist vielen Blütenstandsschäfte sind fest, fünf- bis sechsrippig und 12 bis 25 Zentimeter hoch. Die olivfarbenen, kurz behaarten Blattscheiden sind schräg eingeschnitten, gerippt und 3 bis 4,5 Zentimeter lang. Der halbkugelige, köpfchenförmige Blütenstand ist hart und unbehaart, am Ende bräunlich-gelb und 5 bis 7 Millimeter breit.

## Verbreitung
Das Verbreitungsgebiet umfasst die brasilianischen Bundesstaaten Paraná, Rio Grande do Sul und Santa Catarina, sowie in Uruguay die Departamentos Canelones, Maldonado und Montevideo.

## Systematik
Die Erstbeschreibung dieser Art erfolgte 1831 durch August Gustav Heinrich von Bongard unter dem Namen Eriocaulon chrysanthum. 1903 platzierte Wilhelm Otto Eugen Ruhland die Art dann in der Gattung Syngonanthus.